# 미셸 르그랑
미셸 장 르그랑(프랑스어: Michel Jean Legrand, 1932년 2월 24일 ~ 2019년 1월 26일)은 프랑스의 작곡가, 편곡자, 지휘자이자 재즈 피아니스트이다.

## 집안
아버지는 오케스트라 지휘자 '레이몽 폴 르그랑'이고, 어머니는 지휘자 '자크 엘리앙'의 여동생으로 악보 출판사를 경영하는 '마르셀 데르 마카엘리앙', 그리고 2살 연상의 누나는 나중에 '스윙글 싱어즈'의 리드 소프라노 출신인 '크리스티안 르그랑'이다.

## 발자취
4세 때 피아노 공부를 시작하였다. 11세 때 프랑스 최고의 음악대학원 중 한 곳인 파리 음악원에 입학하여, 이듬 해에는 고급 솔페주 1위를 차지하여 수석이 되고, 1949년에는 화성학부 제1 위의 성적을 거둔 1952년 21세에 평균보다 3년 먼저 학교를 졸업하고 학위를 수여받았다. 머지 않아 직업으로서의 활동을 시작하였다. '티노 로시'가 슈베르트 역을 연기한 《아름다운 물방앗간의 처녀》뮤지컬 영화에 매료된 그가 아버지의 심부름으로 영화 음악에 손을 댄 것은 10대 중반 이후,《Beau fixe》(53년)를 원점으로 본격적으로 영화 음악을 쓰기 시작하지만, 반면에 자신이 조직한 그룹을 이끌고 파리의 클럽에서 열연을 보여 젊은 나이에 주위의 화제를 휩쓸었다. 작, 편곡의 재능에 뛰어나고 때로는 노래도 선보일 다채로운 음악성은 곧 음반사의 눈에 띄어 결국 피아노 트리오와 오케스트라 명의로 음반을 잇달아 발표하였고, 1958년에는 마일즈 데이비스와 빌 에반스 등을 거느린 리더 작 《Legrand Jazz》에서 그 이름을 미국 전역에 떨쳤다. 또한 귀국시 동료 '자크 드미'와 맺은 《쉘부르의 우산》(64년)의 성공은 그에게 세계적인 명성을 가져와, 연달아 《화려한 패배자》(68년), 《42년의 여름》 (71년), 《삼총사》(73년)도 국내외에서 높은 평가를 얻었다. 80년대 이후 영화 음악에 몸담는 중에 서양 고전 음악 분야의 지휘 및 감독 업무에도 의욕을 보이고, 96년에는 최초의 본격적인 뮤지컬 《벽을 뚫는 남자》에서 새로운 경지를 개척하였다. 최근에는 콘서트 활동과 무대 음악 창작에 적극적이고, 현재도 세계 각국을 날아 다니는 대규모 투어를 계속 하고 있다. 수상 경력도 화려하여 세 차례의 아카데미상과 여러 부문의 5개의 그래미상, 심지어 각국의 영화 음악 상과 공로상 수상 및 후보 등으로 거론되고 있다.

## 작품 목록
- 《당나귀 공주》 (1970) : 음악, 단역
- 《폭풍의 언덕》 (1970) : 음악
- 《꿈의 조각들》 (1970) : 음악
- 《뜨거운 우정》 (1971) : 음악
- 《사랑의 메신저》 (1971) : 음악
- 《42년의 여름》 (1971) : 음악
- 《레이디 싱스 더 블루스》 (1972) : 음악